# روباه و زاغ

درس روباه و زاغ در کتاب فارسی سوم دبستان، به روایتِ حبیب یغمایی و تصویرسازیِ پرویز کلانتری

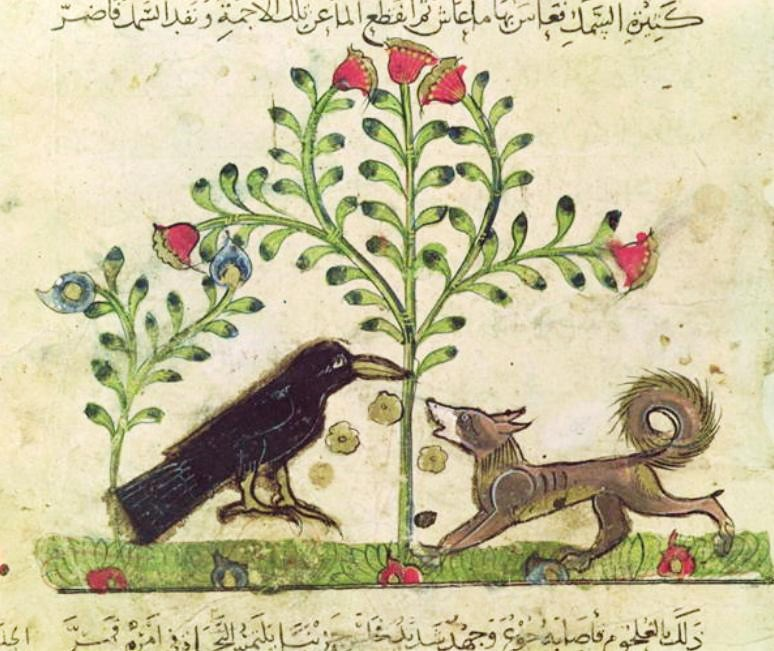
یک تصویر از، حکایت هندی روباه و زاغ در کتاب عربی کلیله و دمنه

افسانه روباه و کلاغ (به فرانسوی: Le Corbeau et le Renard) که در ایران به نام روباه و زاغ‌ شهرت دارد یکی از کهن‌ترین حکایت‌های بشری است که در افسانه‌های ازوپ (مربوط به حدود ۶۰۰ پیش از میلاد) با شماره ۱۲۴ در فهرست پری دیده می‌شود. در منابع اولیه لاتین و یونانی نمونه‌هایی از این حکایت وجود دارد و حتی تصاویری بر روی گلدان‌های یونان باستان به چشم می‌خورد که گمان می‌رود این حکایت را به تصویر کشیده است. از این داستان به عنوان هشداری در برابر گوش دادن به چاپلوسی‌ها استفاده می‌شود. در دنیای امروز روایت‌های متعددی از این داستان موجود است که اغلب آن‌ها بر می‌گردد اثری از ژان دو لا فونتن، مشهورترین حکایت‌نویس فرانسه که در کتابش «حکایات» برای اولین بار در سال ۱۶۶۸ منتشر شده است. در ایران انتشار شعری از این داستان با ترجمه اقتباسی حبیب یغمایی از روایت لا فونتن در کتاب فارسی سوم دبستان برای سال‌ها در کتاب فارسی سوم دبستان موجب شد تا چندین نسل از کودکان ایرانی این داستان را از حفظ بخوانند که البته در کتاب درسی به نام شاعر اصلی آن اشاره‌ای نشده است.
طرلان رفیعی، نویسنده و هنرگردان ایرانی، در مقاله‌ای به بررسی این حکایت و ترجمه‌های متعدد آن به فارسی از جمله نخستین ترجمه منظوم آن به فارسی، اثر خلیل ثقفی (اعلم‌الدوله)  پرداخته است.

## داستان

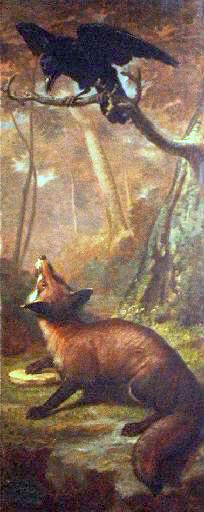
تابلوی رنگی لئون روسو از افسانه روباه و زاغ، در موزه ژان دو لا فونتن.

در این حکایت یک کلاغ یا زاغ، تکه‌ای از پنیر را پیدا کرده و برسر شاخساری به خوردن آن مشغول است. یک روباه به هوس تصاحب پنیر، به چاپلوسی زاغ پرداخته و می‌گوید تو که اینقدر زیبا و شگفت‌انگیز هستی تصور می‌کنم که صدایت نیز همین قدر شیرین و زیباست. هنگامی که زاغ قارقار سرمی‌دهد پنیر می‌افتد و روباه آن را می‌رباید.

## تاریخچه
قدیمی‌ترین نسخه‌های بازمانده از این حکایت در هر دو منابع یونانی و لاتین دیده می‌شود که به سده اول پس از میلاد برمی‌گردند. شواهدی وجود دارد که این داستان را پیش از هوراس، شاعر سرشناس رومی که کمی پیش از میلاد مسیح می‌زیست، به خوبی می‌شناختند. او دو بار در آثارش به این حکایت اشاره کرده: یکبار در رساله‌ای به یک مفت خور بی دست و پا به نام اسکیوا می‌پردازد و نصیحت می‌کند اگر زاغ سکوت می‌کرد و غذایش را می‌خورد سرانجام بهتری داشت و بسیار کمتر مورد نزاع و حسادت قرار می‌گرفت. و در جایی دیگر در یک طنز، در بیتی به مسخره بودن و گول خوردن خمیازه کلاغ اشاره می‌کند.
این شعر به‌طور کلی به عنوان هشداری در برابر گوش دادن به چاپلوسی و درس گرفتن فضیلت فراموش شدهٔ دوری از جاه‌طلبی مورد توجه است. در نسخه یونانی بابریوس روباه، داستان را با یک شوخی با کلاغ ساده‌لوح به پایان می‌برد. «تو لال نبودی، به نظر می‌رسد صدا هم داری؛ تو همه چیز داری جناب کلاغ، به جز مغز.» در حکایت‌های دو لا فونتن (فصل اول حکایت دوم) روباه یک نتیجه اخلاقی برای پاداشی عالی ارائه می‌دهد.
حکایت روباه و زاغ در روایت نویسنده آلمانی گوتهولد افرایم لسینگ جالب و پرآب و تاب است. در حکایت او یک باغبان گوشت مسمومی را برای کشتن موش مهاجم رها کرده. کلاغ آن را برمی‌دارد اما چاپلوسی‌های روباه موجب می‌شود که آن را رها کند و رویاه به جای کلاغ با درد و رنج بمیرد. تأکید اخلاقی او بر این نتیجه است که «چاپلوسی‌های ناپسند ممکن است موجب شود پاداش شما سمِ دیگری باشد!».
یک نسخه شرقی از داستان پاداشِ چاپلوسی، در موتون مقدس بوداییان با نام جامبهو-خاداکا-جاکاتا به چشم می‌خورد. در این حکایت یک شغال به ستایش صدای کلاغ می‌پردازد تا از میوه‌های درخت رز-سیب یا سیزیگیوم بخورد. پاسخ کلاغ در به نمایش گذاشتن زیبایی صدایش به همانند بقیه محاسن خود، موجب لرزش و فرو افتادن میوه‌ها برای شغال می‌شود.
تصویری در یک گلدان نقاشی شدهٔ مکشوف در حفاری‌های لوتال در تمدن دره سند دیده می‌شود که به نظر می‌آید مربوط به این این داستان باشد. این سَند می‌تواند حاکی از آن باشد که این افسانه حداقل هزار سال زودتر از هر منبع دیگرِ شناخته شده، در آن ناحیه وجود داشته است. در این صحنه پرنده‌ای به تصویر کشیده شده که بر روی یک درخت نشسته و یک ماهی را نگه داشته است در حالی که یک روباه در زیر درخت به این دو می‌نگرد.

## در ایران

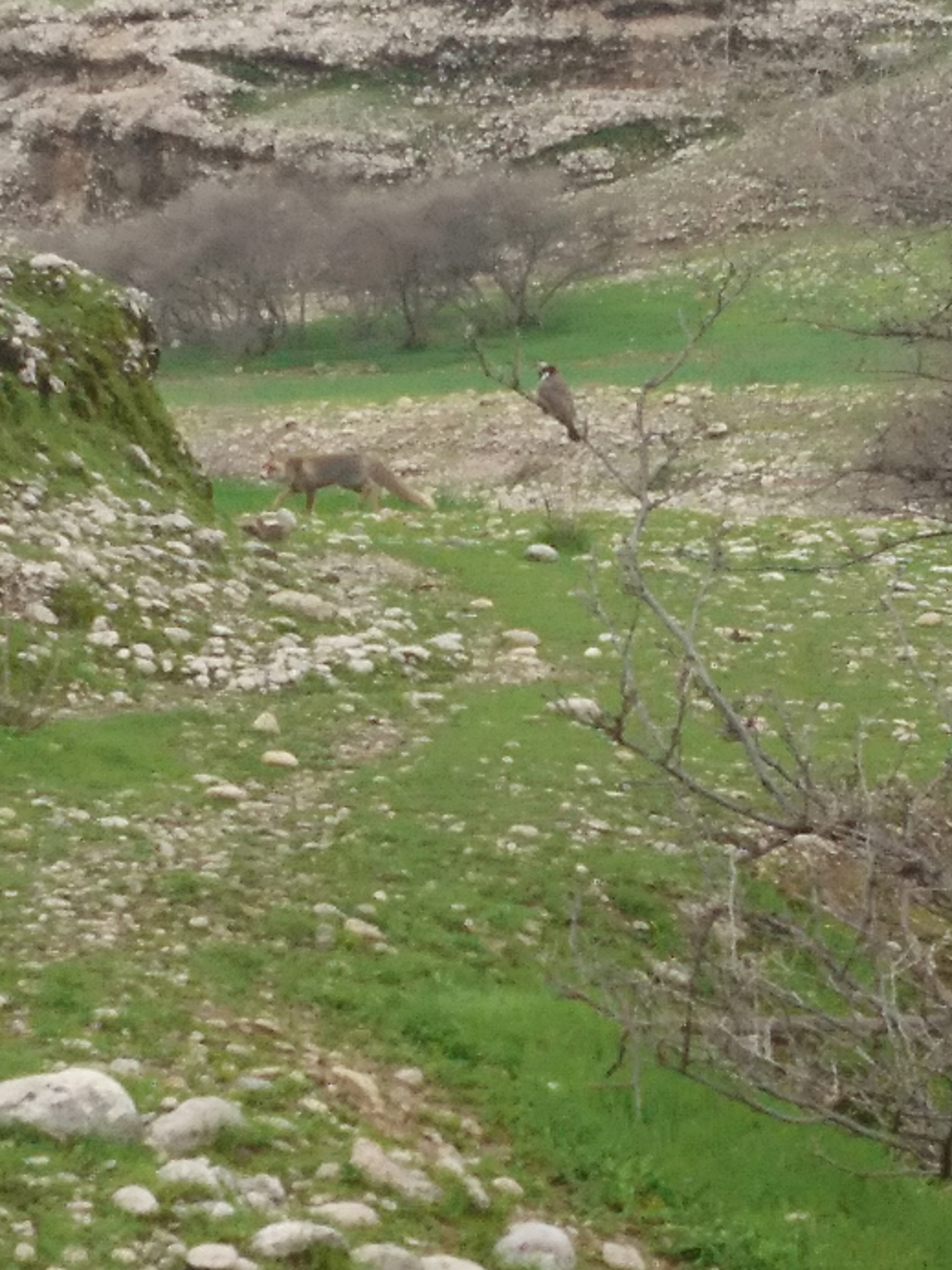
بلبل گوش‌سفید در نقش زاغ و روباهی در کمین

درس «روباه و زاغ» در کتاب درسی فارسی سال چهارم دبستان، ترجمه‌ای منظوم از این حکایت به سرایشِ حبیب یغمایی و تصویرسازی پرویز کلانتری است. 

### ترجمه حبیب یغمایی
| زاغکی قالب پنیری دید      |  | به دهان برگرفت و زود پرید |
| بر درختی نشست در راهی     |  | که از آن می‌گذشت روباهی    |
| روبه پرفریب و حیلت‌ساز     |  | رفت پای درخت و کرد آواز   |
| گفت به به چقدر زیبایی     |  | چه سری چه دُمی عجب پایی    |
| پر و بالت سیاه‌رنگ و قشنگ  |  | نیست بالاتر از سیاهی رنگ  |
| گر خوش‌آواز بودی و خوش‌خوان |  | نبودی بهتر از تو در مرغان |
| زاغ می‌خواست قار قار کند   |  | تا که آوازش آشکار کند     |
| طعمه افتاد چون دهان بگشود |  | روبهک جست و طعمه را بربود |

افزون بر ترجمه معروف حبیب یغمایی، دست‌کم دو ترجمهٔ آزاد دیگر هم یکی از ایرج میرزا و دیگری از نیره سعیدی از این شعر به زبان فارسی منتشر شده است.

### ترجمهٔ ایرج میرزا
| کلاغی به شاخی شده جای‌گیر      |  | به منقار بگرفته قدری پنیر     |
| یکی روبهی بوی طعمه شنید       |  | به پیش آمد و مدح او برگزید    |
| بگفتا: «سلام ای کلاغ قشنگ!    |  | که آیی مرا در نظر شوخ و شنگ!  |
| اگر راستی بود آوای تو         |  | به مانند پرهای زیبای تو!      |
| در این جنگل اکنون سمندر بودی  |  | بر این مرغ‌ها جمله سرور بودی!» |
| ز تعریف روباه شد زاغ، شاد     |  | ز شادی بیاورد خود را به یاد   |
| به آواز خواندن دهان چون گشود  |  | شکارش بیافتاد و روبه ربود     |
| بگفتا که: «ای زاغ این را بدان |  | که هر کس بود چرب و شیرین‌زبان  |
| خورد نعمت از دولت آن کسی      |  | که بر گفت او گوش دارد بسی     |
| هم‌اکنون به چربی نطق و بیان    |  | گرفتم پنیر تو را از دهان»     |

### ترجمهٔ نیره سعیدی
| بامدادان رفت روباهی به باغ       |  | دید بنشسته است بر بامی کلاغ   |
| نشئه و شادی بی‌اندازه داشت        |  | زیر منقارش پنیری تازه داشت    |
| گفت در دل روبه پرمکر و فن        |  | کاش بود این لقمه اندر کام من  |
| با زبانی چرب و با صد آب و تاب    |  | گفت پس با وی که: ای عالیجناب  |
| از همه مرغان این بستان سری       |  | وه! چه مه‌رویی چه شوخ و دلبری  |
| این‌چنین زیبا ندیدم بال و پر      |  | پر و بال توست این یا مشک تر!  |
| خود تو دانی من نیَم اهل گزاف      |  | گر بُرندم سر نمی‌گویم خلاف      |
| گر تو با این بال و این پرواز خوش |  | داشتی بانگ خوش و آواز خوش     |
| شهره چون سیمرغ و عنقا می‌شدی      |  | ساکن اقلیم بالا می‌شدی         |
| غره شد بر خود کلاغ خودپسند       |  | خودپسند آسان فتد در دام و بند |
| تا که منقار از پی خواندن گشاد    |  | لقمهٔ چرب از دهانش اوفتاد      |
| نغمه چون سر داد در شور و حجاز    |  | کرد شیرین کام رند حیله‌ساز     |
| شد نصیب آن محیل نابکار           |  | طعمه‌ای آن‌سان لذیذ و آب‌دار     |
| گشت روبه چون ز حیلت کامکار       |  | داد اندرزی چو درّ شاهوار       |
| گفت هر جا خودپسندی ساده است      |  | چاپلوسی بر درش استاده است     |
| آن تملق‌پیشهٔ رند هوشمند           |  | نان خورد از خوان مرد خودپسند  |

### ترجمهٔ میرزاعلی اکبر صابر(ترکی)
این شعر توسط شاعر آذربایجانی میرزا علی اکبر صابر به ترکی آذربایجانی ترجمه و حبیب یغمایی از روی نسخه ترکی، آن را به فارسی ترجمه نمود.
| پئندیر آغزیندا بیر قارا قارغا    |  | اوچاراق قوندو بیر اوجا بوداغا     |
| تولکو گؤرجک یاواش یاواش گلدی     |  | ائندیریب باش ادبله چؤمبلدی        |
| بیر زامان حسرت ایله قارغا ساری   |  | آلتدان، آلتدان ماریتدی باش یوخاری |
| دئدی «احسن سنه، آقا قارغا!       |  | نه نزاکتله قونموسان بوداغا!»      |
| بزه‌دین سن بو گون بیزیم چمنی      |  | شاد قیلدین بو گلمگینله منی        |
| نه گؤزل‌سن، نه خوش لیقاسن سن!     |  | یئری وار سؤیله‌سم هوما سن سن!      |
| توکلریندیر ایپک کیمی پارلاق      |  | بد نظردن ووجودون اولسون ایراق     |
| بو یقین دیر کی، وار سئویملی سسین |  | اوخو، وئرسین منه صفا نفسین!»      |
| بؤیله سؤزدن فرحلَنیب قارغا        |  | آغزینی آچدی تا کی، ائتسین، غا     |
| «غا» ائدرکن هنوز بیرجه کره       |  | پئندیری دیمدیگیندن ائندی یئره     |
| تولکو فوراً هاوادا قاپدی یئدی     |  | قارغایا طعنه ایله بؤیله دئدی      |
| «اولماسایدی جاهاندا سارساقلار    |  | آج قالاردی یقین کی، یالتاقلار»    |

## نسخه‌های موسیقایی
از آنجا که سرآغاز این حکایت در دنیای امروز به لا فونتن می‌رسد کودکان فرانسوی نسل‌هاست که این شعر را معمولاً از حفظ فرامی‌گیرند. از این روست که شاهد تنظیم‌های مختلف بر اساس شعر او توسط آهنگسازان بسیاری هستیم. برخی از آن‌ها عبارتند از:
- لویی نیکولا کراومبو[۱۴]
- ژاک افنباخ آم ماین (۱۸۴۲)[۱۵]
- شارل گونو (۱۸۵۷)[۱۶]
- بنیامین گدار
- لویی لکومب (۱۸۸۸)
- چارلز لکوک (۱۹۰۰)[۱۷]
- آندره کاپله (۱۹۱۹)[۱۸]
- موریس دولاژ (۱۹۳۱)[۱۹]
- ماری مادلین دوقوفله (۱۹۶۰)[۲۰]
- ژوزف نویون (۱۸۸۸–۱۹۶۲)
- ژان رنه کینار
- کلود بالیف (۱۹۹۵)
- دومینیک پرشه (۱۹۹۵)
- ژاک فورشو (۱۹۹۶)[۲۱]

## در هنرهای دیگر
این افسانه بیش از سه بار در حاشیه فرشینه بایو به تصویر کشیده شده است که بر این باورند که از آن به عنوان نوعی نصیحت و تفسیر سیاسی استفاده می‌شده است. در تصویر این فرشینه پرندهٔ زشتی بر روی یک درخت نشسته که در زیر آن حیوانی مشغول دروغ‌گویی است. آن‌ها با دهان باز به یک دیگر نگاه می‌کنند و شیئی در هوا بین آن‌ها است. دلیل اشاره خاص به این حکایت کاملاً روشن است. غرور باعث از دست دادن همه چیز می‌شود.
این افسانه در معماری کلیساها نیز دیده می‌شود. مهم‌ترین آن‌ها در یک ستون در کلیسای رمانسک سن مارتین ده تور در اسپانیا دیده می‌شود. در سده‌های بعد این افسانه در چینی‌های خانگی کاشی‌ها گلدان‌ها و در تصاویر سری مدال‌های لا فونتن در فرانسه توسط ژان ورنون مورد استفاده قرار گرفت. استفاده کمتر رایجی را می‌توان در مجسمه متحرکی دید که در لابیرنت ورسای برای لویی چهاردهم در سده هفدهم میلادی ساخته شد. در بنای تاریخی لا فونتن، تصویر روباه و کلاغ در میان بسیاری دیگر از جانوران توسط آشیل دومیلاتخ در سال ۱۸۹۱ طراحی شده بود که در جنگ جهانی دوم از بین رفت و به جای آن توسط چارلز کورییا بنای تاریخی موجود در سال ۱۹۸۳ ساخته شد.
با توجه به شرایط جایگزینی، تعجب‌آور نیست که طراحی این اثر جدید، بسیار سنتی و در واقع یادآور مجسمهٔ قرن هجدهمی لا فونتن اثر پیر جولین در موزه لوور باشد.
اما این حکایت در سرزمین‌های شوروی سابق در انطباق با داستان «روباه و زاغ» ایوان کریلوف مبتکرانه و مدرن است. نمونه‌ای از اشاره به داستان ایوان کریلوف، که آن را از لا فونتن اقتباس کرده، در کنار بنای یادمان آندره دروین در مسکو در میان چندین اثر دیگر قرار گرفته است. یکی دیگر از آثار مرتبط با این حکایت مجسمه‌ای خیابانی است که بسته‌بندی پنیر فرآوری شده‌ای را با نام تجاری دروژبا (دوستی) در خیابانی در مسکو نشان می‌دهد؛ که تقلید طنزآمیز کارتونی است به نام خشت کلاغ (Пластилиновая ворона) که بر اساس این افسانه در سال ۱۹۸۱ ساخته شده بود.
در آلمان این حکایت به دلیل ترجمه اقتباسی دقیق مارتین لوتر بسیار محبوب بود. مجسمه‌هایی بر اساس این داستان در چندین باغ وحش وجود دارد که دوتای آن‌ها اثر استفان هوروتا است. در باغ وحش روستوک روباه به درخت می‌نگرد و پرنده در حال نشستن است. همچنین بر روی دیوار مجاور ورودی باغ وحش کوچک وایسواسر پلاکی سرامیکی از این افسانه ساخته شده که مربوط به قبل از سال ۱۹۹۰ است.
در ایالات متحده، تصویر این حکایت زمانی به عنوان یکی از شش پانل برنز دروازه کلیسای ویلیام در زمین یادبود آزبورن در پارک مرکزی منهتن در سال ۱۹۵۲ بود. مجسمه‌ای اثر پل منشیپ از این حکایت در حال حاضر در موزه هنر آمریکایی اسمیتسونیان نگهداری می‌شود. در سال ۱۹۷۲ آندره دلول نیز مجسمه‌ای از این داستان را از سنگ در اتامپ ساخت.
تصاویر زیادی به صورت چاپ یا نقاشی از این داستان معروف در تمام قرن‌ها ارائه شده است.

## تمبر
این افسانه در طرح تمبرهای یادبود بسیاری از کشورها آمده. از جمله برخی نمونه‌های مشهور عبارتند از:
- آلبانی ۱۹۹۵[۴۰]
- فرانسه ۱۹۹۵[۴۱]
- یونان ۱۹۸۷[۴۲]
- مجارستان دو سال ۱۹۶۰ و ۱۹۸۳[۴۳]
- مالدیو ۱۹۹۰[۴۴]
- موناکو[۴۵]
- نیجر[۴۶]
- لهستان ۱۹۸۰[۴۷]